# Münster (Áustria)
Münster é um município da Áustria, situado no distrito de Kufstein, no estado do Tirol. Tem 27,73 km² de área e sua população em 2019 foi estimada em 3.350 habitantes.